# Benny Parsons

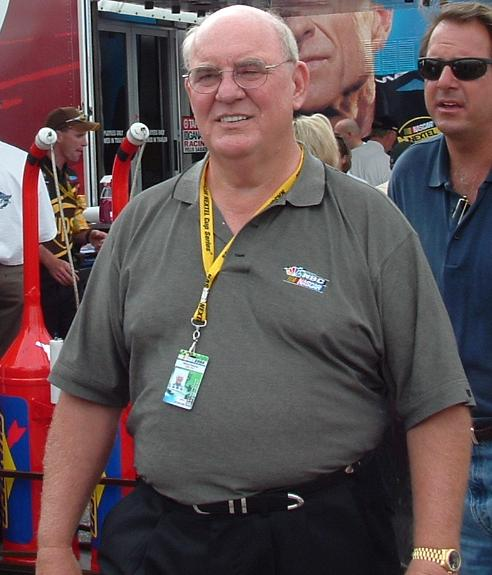
Benny Parsons

Benjamin Stewart Parsons, más conocido como Benny Parsons (12 de julio de 1941, Condado de Wilkes, Carolina del Norte, Estados Unidos - 16 de enero de 2007), fue un piloto y periodista de automovilismo estadounidense que se destacó en stock cars en la década de 1970. Su hermano Phil Parsons también fue piloto de stock cars.

## Trayectoria
Fue campeón de la Copa NASCAR en 1973, tercero en 1976, 1977 y 1980, cuarto en 1975 y 1978, y quinto en 1972, 1974 y 1979. Obtuvo un total de 21 victorias, destacándose las 500 Millas de Daytona de 1975 y las 600 Millas de Charlotte, así como 199 top 5 y 20 pole positions.
Parsons corrió con las marcas Ford y Mercury hasta 1972, Chevrolet y Oldsmobile entre 1973 y 1980, nuevamente Ford en 1981, luego Chevrolet, Oldsmobile, Pontiac y Buick desde 1982 hasta 1987, y otra vez Ford en 1988, tras lo cual se retiró como piloto. Corrió con el equipo de L.G. DeWitt desde 1970 hasta 1978, M.C. Anderson desde 1979 hasta 1980, Bud Moore en 1981, y luego Harry Ranier, Hayes, Jacksons, Hendrick y Donlavey.
El piloto fue campeón de la ARCA Series en 1968 y 1969, y en 1970 comenzó a competir de manera regular en la Copa NASCAR. En 1982, obtuvo la pole position para las 500 Millas de Alabama, logrando una vuelta a más de 200 mph por primera vez en la historia de la NASCAR.
Además de disputar la Copa NASCAR, el piloto disputó 14 carreras del minitorneo de stockcars International Race of Champions. Resultó tercero en 1976, cuarto en 1984, y séptimo en 1978, acumulando una victoria, un segundo puesto y siete top 5.

## Trayectoria en los medios
Parsons también fue comentarista en las transmisiones de la NASCAR en las cadenas de televisión ESPN desde 1989 hasta 2000, y NBC y TNT desde 2001 hasta 2006. También apareció como periodista en varios videojuegos de la NASCAR de EA Sports, y realizó programas de radio y pódcast. Además, apareció brevemente en varias películas haciendo de sí mismo, entre ellas Stroker Ace y Herbie: Fully Loaded.